# Helina meraca
Helina meraca är en tvåvingeart som först beskrevs av Wulp 1896.  Helina meraca ingår i släktet Helina och familjen husflugor. Inga underarter finns listade i Catalogue of Life.